# شامل غازييف
شامل هاسبولاتوفيش غازييف (مواليد 10 فبراير 1990) هو مُقاتل فنون قتالية مختلطة محترف روسي وبحريني. يُنافس حاليًا في فئة الوزن الثقيل في يو إف سي. حصل غازييف، الذي أصبح محترفًا منذ عام 2020، على عقد يو إف سي في سلسلة منافسات دانا وايت، وفاز بالإخضاع في الجولة الأولى. اعتبارًا من 4 فبراير 2025، احتل المرتبة 11 في تصنيفات يو إف سي للوزن الثقيل.

## مسيرته في فنون القتال المختلطة

### بدايته
حقق غازييف رصيد بلغ 7–0 في المنافسة حصرياً على الحلبة الإقليمية الروسية والبيلاروسية، حيث فاز في جميع نزالاته السبع بالإنهاء في غضون جولتين.
واجه غازييف منافسه الواعد كيريل كورنيلوف في آريس إف سي 7 في باريس، فرنسا. وفاز بالنزال بقرار القضاة المنقسم.

### اتحاد القتال الشجاع
ثم تنافس غازييف تحت راية اتحاد القتال الشجاع، ونافس لأول مرة في حدث برايف إف سي 65 [الإنجليزية] ضد بافيل دايليدكو في 28 أكتوبر 2022. وفاز بالقتال عن طريق الضربة القاضية في الجولة الثانية.
نافس غازييف بعد ذلك ضد المخضرم في يو إف سي سابقًا داركو ستوشيتش في الحدث الرئيسي المشترك لحدث برايف إف سي 69 [الإنجليزية] في 18 فبراير 2023. وفاز بالقتال عن طريق الضربة الفنية القاضية في الجولة الأولى.

### سلسلة منافسات دانا وايت
تم حجز غازييف بعد ذلك للمنافسة في الأسبوع السابع من الموسم السابع من سلسلة منافسات دانا وايت في 19 سبتمبر 2023، ضد زميله الواعد غير المهزوم جريج فيلاسكو. فاز بالقتال عن طريق الإخضاع في الجولة الأولى وحصل على عقد من دانا وايت.

### يو إف سي
بعد حصوله على عقده، شارك غازييف لأول مرة في يو إف سي في حدث يو إف سي 296 ضد مارتن بوداي في 16 ديسمبر 2023. فاز بالقتال بالضربة الفنية القاضية في الجولة الثانية. ولهذا مُنح غازييف مكافأة أداء الليلة.
تم حجز غازييف لأول حدث رئيسي له في يو إف سي أمام جيرزينيو روزينسترويك في حدث يو إف سي ليلة القتال: روزينسترويك ضد غازييف في 2 مارس 2024. تعرض لأول خسارة احترافية في مسيرته بعد انسحاب من زاويته بعد نهاية الجولة الرابعة.
واجه غازييف دون تيل مايز في حدث يو إف سي على إيه بي سي 7 في 3 أغسطس 2024. تعافى غازييف من خسارته الأولى في مسيرته، وفاز بقرار القضاة بالإجماع.
واجه غازييف توماس بيترسون في حدث يو إف سي ليلة القتال 250 في 1 فبراير 2025. وفاز بالقتال بالضربة الفنية القاضية في الجولة الأولى.

## حياته الشخصية
يقيم غازييف حاليًا في المنامة بالبحرين، حيث يتدرب مع فريق كيه إتش كيه إم إم إيه. يمثل غازييف البحرين في مسيرته المهنية، مما يجعله أول مقاتل يمثل الدولة في يو إف سي.

## الإنجازات

### فنون القتال المختلطة
- يو إف سي
  - أداء الليلة (مرة واحدة) ضد مارتن بوداي

## سجل فنون القتال المختلطة
| السجل المهني |        |         |
| 15 نزال      | 14 فوز | 1 خسارة |
| ضربة قاضية   | 9      | 1       |
| إخضاع        | 3      | 0       |
| قرار القضاة  | 2      | 0       |

| النتيجة | السجل | الخصم                | الطريقة                              | الحدث                                         | التاريخ           | الجولة | الوقت | المكان                              | الملاحظات                        |
| ------- | ----- | -------------------- | ------------------------------------ | --------------------------------------------- | ----------------- | ------ | ----- | ----------------------------------- | -------------------------------- |
| فاز     | 14–1  | توماس بيترسون        | ضربة فنية قاضية (باللكمات)           | يو إف سي ليلة القتال: أديسانيا ضد إيمافوف     | 2025 February 1   | 1      | 3:12  | الرياض، السعودية                    |                                  |
| فاز     | 13–1  | دون تيل مايز         | قرار القضاة (بالإجماع)               | يو إف سي على إيه بي سي: ساندهاغن ضد نورمحمدوف | 2024 August 3     | 3      | 5:00  | أبو ظبي، الإمارات العربية المتحدة   |                                  |
| خسر     | 12–1  | جيرزينيو روزينسترويك | ضربة فنية قاضية (بالانسحاب)          | يو إف سي ليلة القتال: روزينسترويك ضد غازييف   | 2024 March 2      | 4      | 5:00  | لاس فيغاس، نيفادا، الولايات المتحدة |                                  |
| فاز     | 12–0  | مارتن بوداي          | ضربة فنية قاضية (باللكمات)           | يو إف سي 296                                  | 2023 December 16  | 2      | 0:56  | لاس فيغاس، نيفادا، الولايات المتحدة | أداء الليلة.                     |
| فاز     | 11–0  | جريج فيلاسكو         | إخضاع (خنق خلفي عاري)                | سلسلة منافسات دانا وايت 63                    | 2023 September 19 | 1      | 2:38  | لاس فيغاس، نيفادا، الولايات المتحدة |                                  |
| فاز     | 10–0  | داركو ستوشيتش        | ضربة فنية قاضية (باللكمات)           | برايف إف سي 69 [الإنجليزية]                   | 2023 February 18  | 1      | 2:54  | بلغراد، صربيا                       |                                  |
| فاز     | 9–0   | بافل ديليدكو         | ضربة قاضية (باللكمات)                | برايف إف سي 65 [الإنجليزية]                   | 2022 October 28   | 1      | 0:46  | مدينة عيسى، البحرين                 |                                  |
| فاز     | 8–0   | كيريل كورنيلوف       | قرار القضاة (بالانقسام)              | آريس إف سي 7                                  | 2022 June 25      | 3      | 5:00  | باريس، فرنسا                        |                                  |
| فاز     | 7–0   | ألكسندر كولوميتسيف   | إخضاع (خنق خلفي عاري)                | برو إف سي 70                                  | 2022 March 27     | 1      | 2:13  | روستوف على نهر الدون، روسيا         |                                  |
| فاز     | 6–0   | غريغوري بونوماريف    | ضربة فنية قاضية (بالركبتين واللكمات) | ليالي القتال 104 على إيه إم سي                | 2021 September 24 | 1      | 2:56  | سوتشي، روسيا                        |                                  |
| فاز     | 5–0   | مراد أديرباييف       | إخضاع (خنق خلفي عاري)                | بيلاروسيا إف سي: سلسلة المتنافسين 7           | 2021 July 29      | 1      | 0:59  | مينسك، بيلاروسيا                    |                                  |
| فاز     | 4–0   | أليكسي دروزينين      | ضربة فنية قاضية (باللكمات)           | سلسلة فنون القتال المختلطة 29                 | 2021 April 3      | 1      | 0:33  | مينسك، بيلاروسيا                    | العودة إلى الوزن الثقيل.         |
| فاز     | 3–0   | فلاديسلاف كوزلوفسكي  | ضربة فنية قاضية (باللكمات)           | بيلاروسيا إف سي 66                            | 2021 February 27  | 1      | 0:35  | مينسك، بيلاروسيا                    | الظهور الأول في وزن خفيف الثقيل. |
| فاز     | 2–0   | أرتور بونكوف         | ضربة فنية قاضية (باللكمات)           | سلسلة فنون القتال المختلطة 22                 | 2020 December 12  | 1      | 0:20  | كالينينغراد، روسيا                  |                                  |
| فاز     | 1–0   | دينيس جفوزديف        | ضربة فنية قاضية (باللكمات)           | بيلاروسيا إف سي 63                            | 2020 October 24   | 1      | 0:23  | مينسك، بيلاروسيا                    | الظهور الأول في الوزن الثقيل.    |

## وصلات خارجية
- شامل غازييف على موقع يو إف سي (الإنجليزية)
- شامل غازييف على موقع شيردوغ (الإنجليزية)
- شامل غازييف على موقع Tapology.com (الإنجليزية)
- شامل غازييف على موقع إي إس بي إن (الإنجليزية)